# 巴西海軍航空兵
巴西海軍航空兵  （ 葡萄牙語 ：Aviação Naval Brasileira  ，AvN  ）是巴西海軍的航空部隊。這支部隊是在1916年8月後，由海軍航空學校所訓練的航空艦隊它的任務包括保護航母，艦隊防空，偵察，海洋運籌和反潛作戰。它還負責支援巴西海軍陸戰隊的空中作戰。

## 圖庫

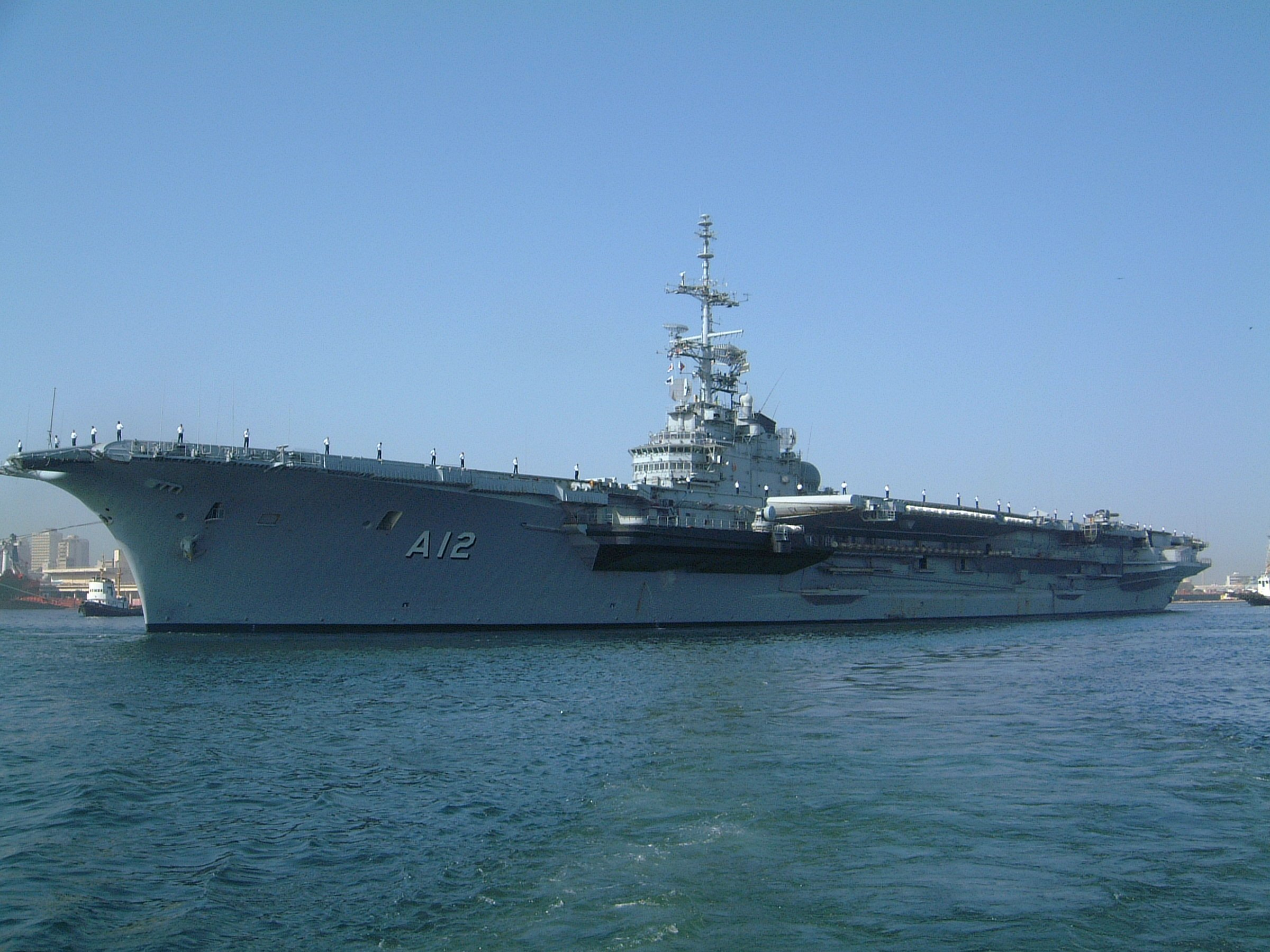
聖保羅號航空母艦（已停用[2]）
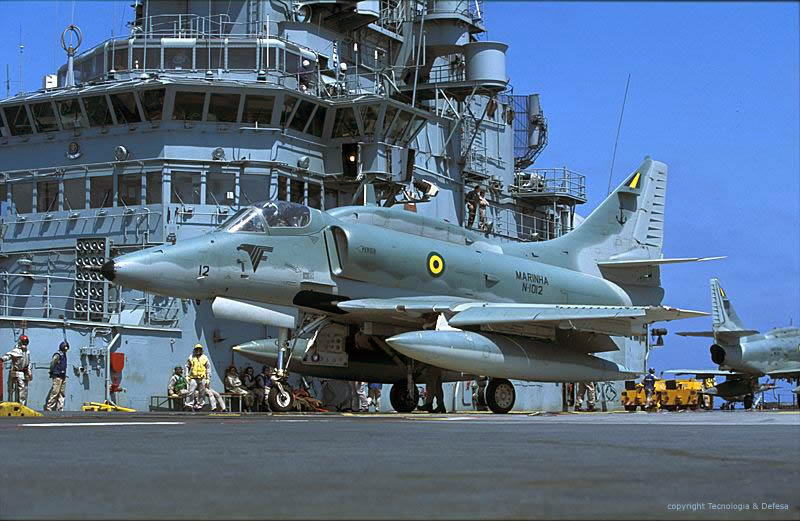
聖保羅號上的A-4天鷹式攻擊機（已停止在航空母艦上使用[2]）
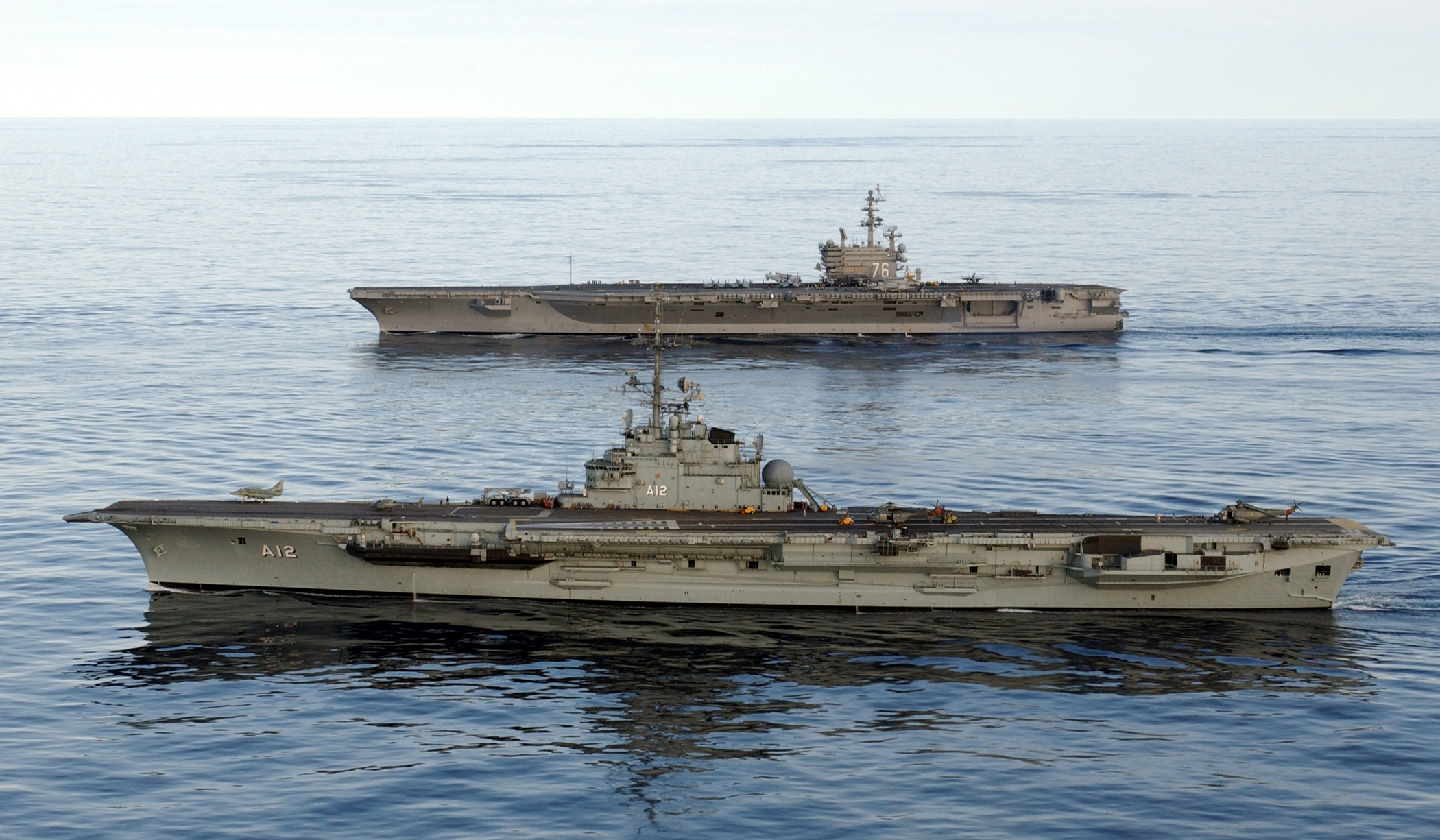
聯合演習
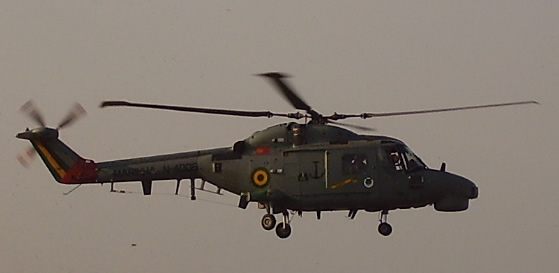
巴西大山貓直升機
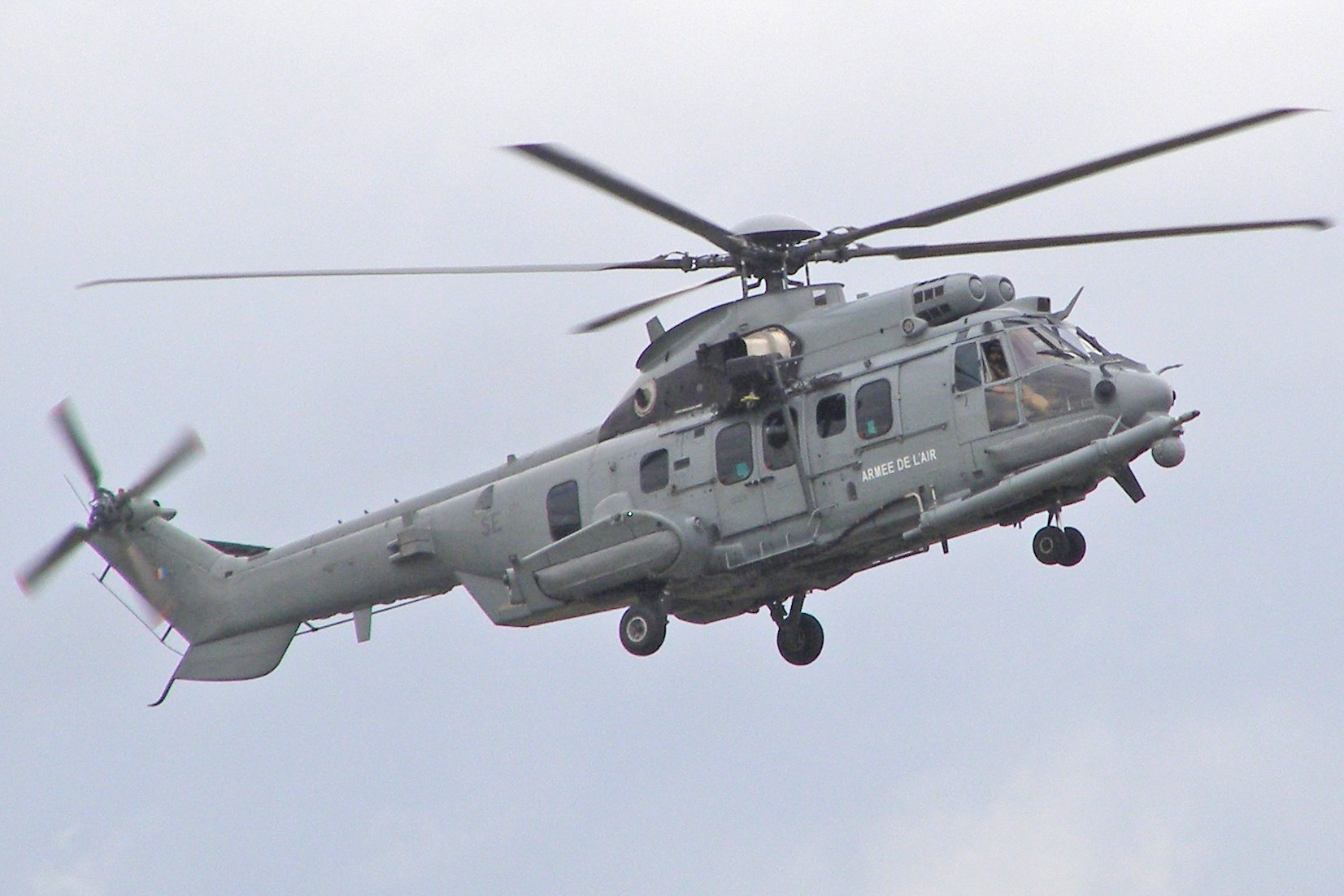
EC725
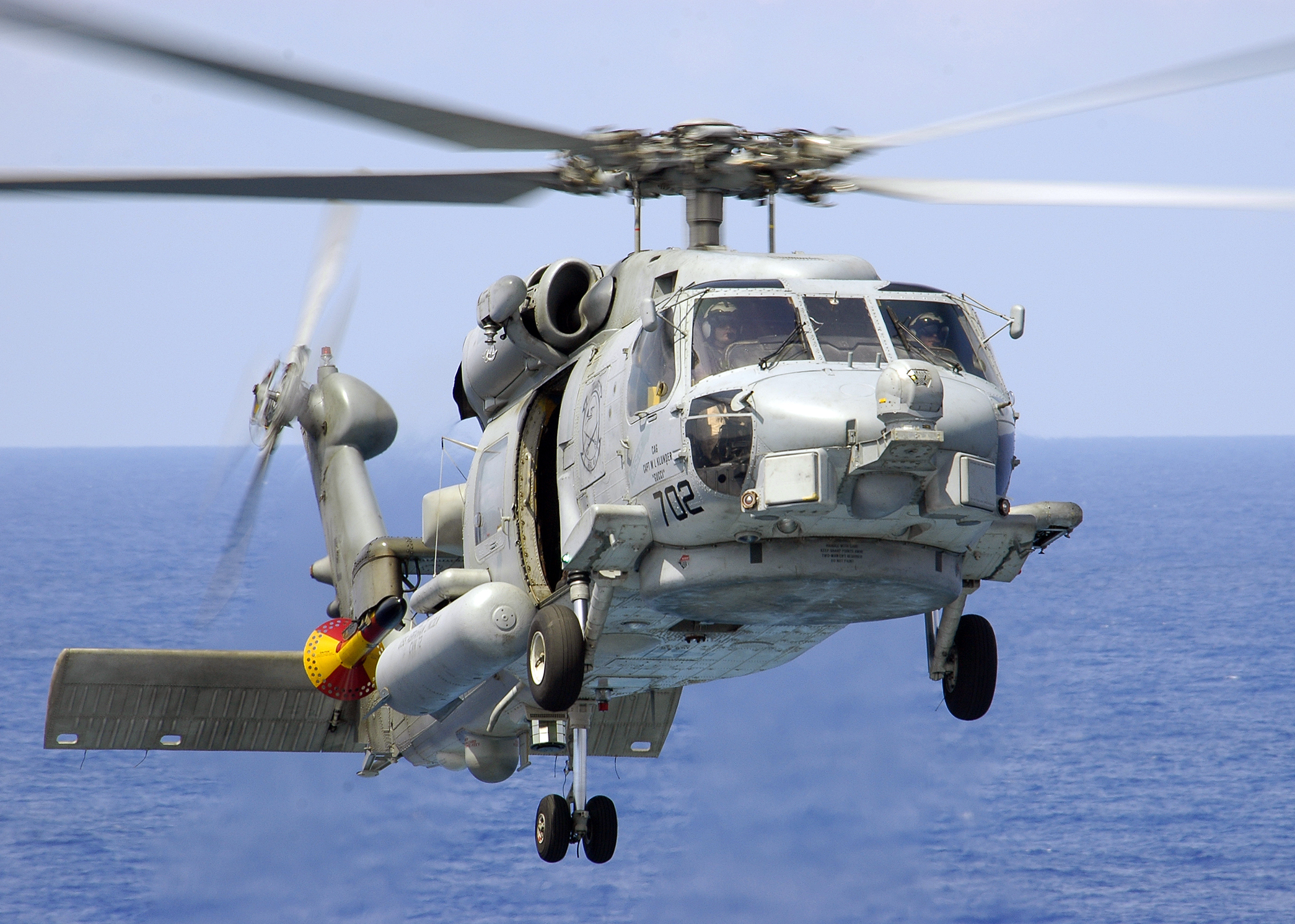
S - 70型
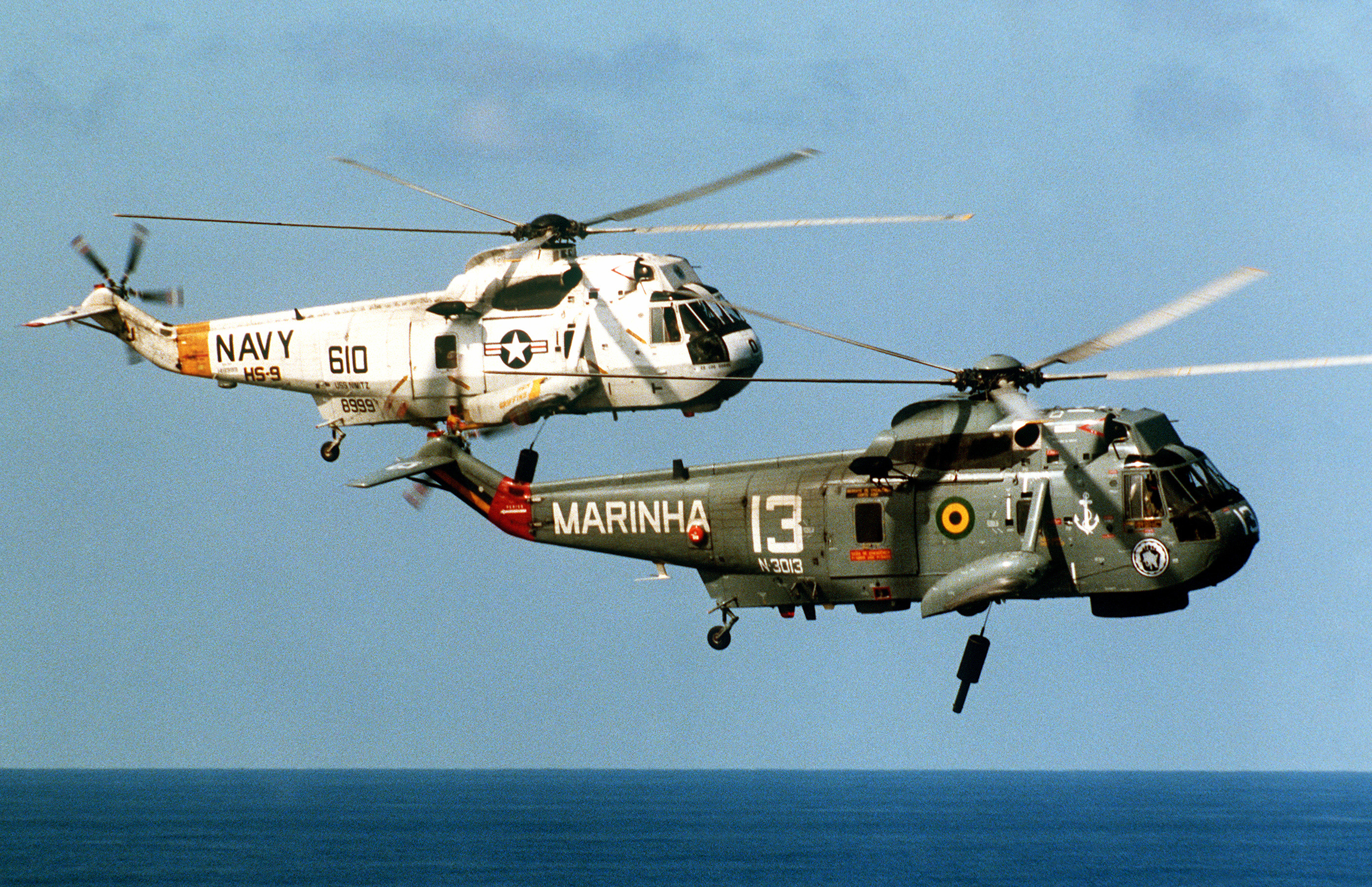
SH - 3
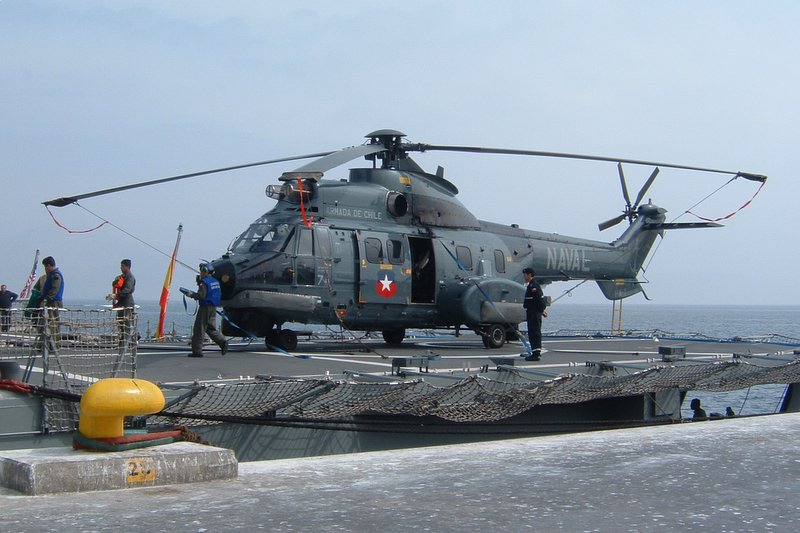
AS - 332

## 外部連結
- [通過 https：/ / www.mar.mil.br / foraer / index.htm Aeronaval部隊司令部]官方網站
- 爭奪戰：巴西海軍航空兵武器
- 海洋上的翅膀：巴西海軍航空兵 （页面存档备份，存于）
- 巴西海軍航空兵